# Distrito de Rajsamand
Rajsamand (en hindi: রাজসামান্দ) es un distrito de la India en el estado de Rajastán. Código ISO: IN.RJ.RA.
Comprende una superficie de 3853 km².
El centro administrativo es la ciudad de Rajsamand.

## Demografía
Según censo 2011 contaba con una población total de 1158283 habitantes, de los cuales 575 613 eran mujeres y 582 670 varones.